# التهاب هلل الفروة السالخ

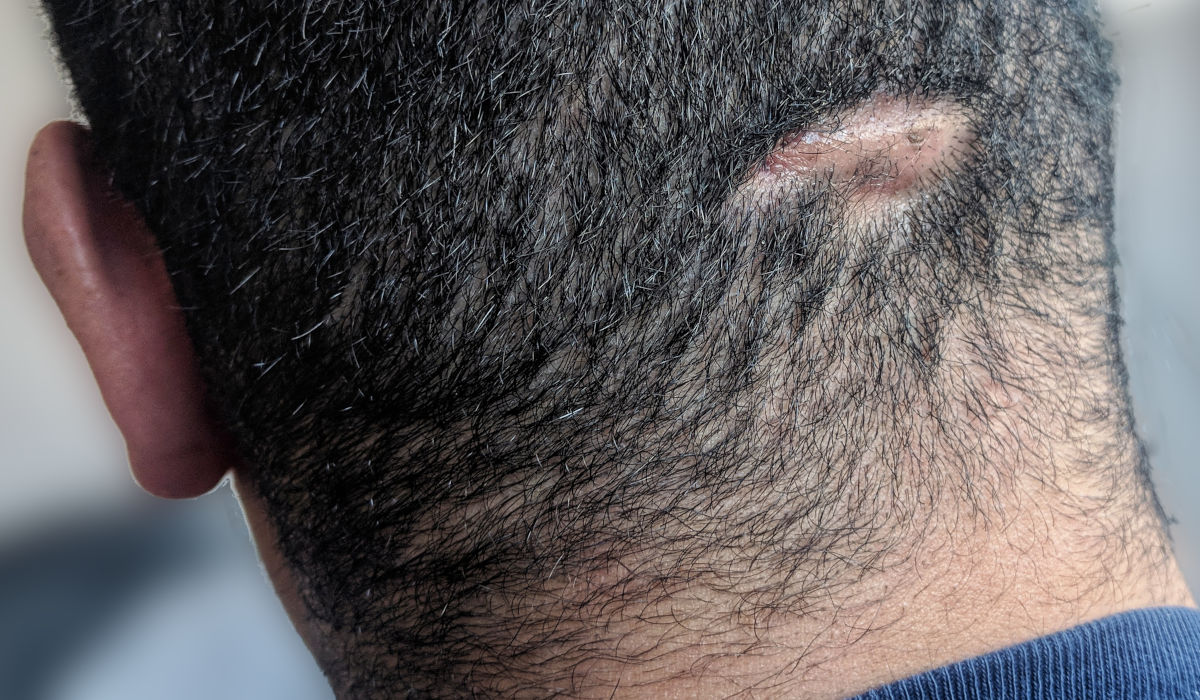

التهاب هلل الفروة السالخ (بالإنجليزية: Dissecting cellulitis of the scalp أو dissecting scalp cellulitis)‏ أو التهاب حوائط الجريبيات الرأسية المتقح الخانق (بالإنجليزية: Perifolliculitis capitis abscedens et suffodiens أو folliculitis abscedens et suffodiens أو perifolliculitis capitis abscedens et suffodiens of Hoffman)‏ هي حالة التهابية تصيب فروة الرأس وتؤدي إلى ثعلبة ندبية تبدأ مع عقيدات التهابية عميقة عادة ما تكون في منطقة مؤخر الرأس ثم تتطور إلى المناطق الملتحمة بفروة الرأس المنتفخة. يوجد مستوى عال من السوائل في النسيج المنتفخ مما يؤدي إلى الإحساس بها بأنها شبيهة بالإسفنج. يعد آيزوتريتينوين العلاج المختار لعلاج هذه الحالة. :649:761